# Kastell Sighișoara

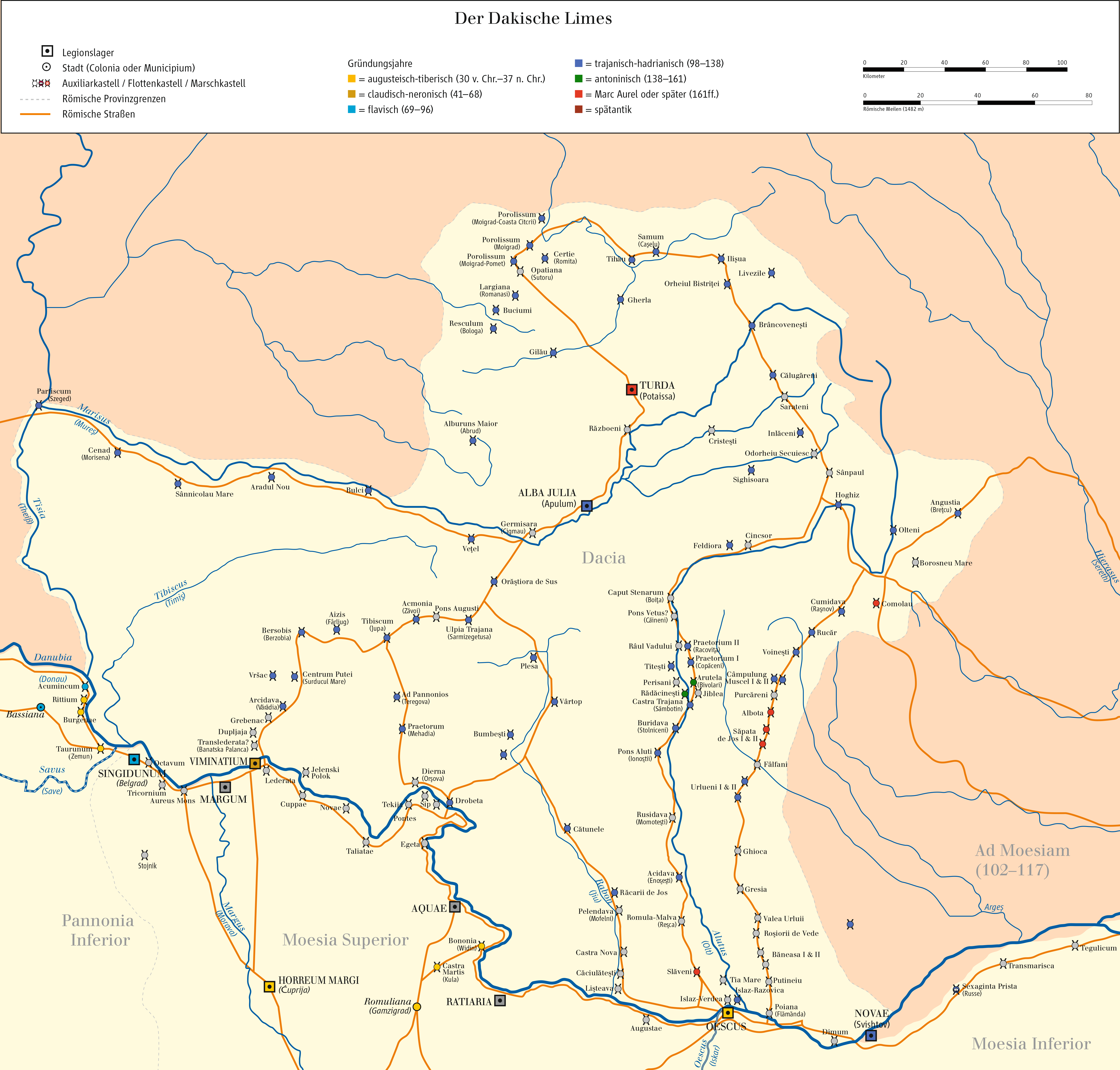
Kastell Sighișoara im Verlauf der dakischen Limites

Das Kastell Sighișoara (auch Stenarum) war ein römisches Hilfstruppenlager etwas außerhalb der Stadt Sighișoara (deutsch Schäßburg, ungarisch Segesvárim) im Kreis Mureș, der zur rumänischen Region Siebenbürgen gehört. In antiker Zeit war es ein Binnenkastell des Dakischen Limes und gehörte administrativ zur Provinz Dacia superior, später zur Dacia Apulensis.

## Lage
Das heutige Bodendenkmal befindet sich rund drei Kilometer nordwestlich der modernen Stadt in einer unbesiedelten, Podmoale genannten Flur, die weitestgehend landwirtschaftlich genutzt wird. Die Flur ist Bestandteil eines großen Plateaus, das nahezu halbkreisförmig von der Târnava Mare (deutsch: Große Kokel), einem Nebenfluss der Târnava umflossen wird. Der Fundplatz liegt am nördlichen Rande dieses Plateaus, unmittelbar oberhalb des Flusstales in einer militärgeographisch hervorragenden Position. In antiker Zeit oblag der Kastellbesatzung vermutlich die Überwachung des Güter- und Personenverkehrs im Flusstal, durch das auch eine Straße nach Osten, zu den Kastellen der äußeren Linie des Limes führte.

## Archäologie
In dem nicht durch Baumaßnahmen bedrohten Gebiet kam es bisher nur zu wenigen archäologischen Untersuchungen. Der Fundplatz wurde erstmals 1851 von Ferdinand Neigebaur beschrieben. Kleinere Ausgrabungen fanden 1946 bis 1947 unter der Leitung von Kurt Horedt sowie zwischen 1964 und 1967 unter Ioan Mitrofan statt.
Dabei konnte nur eine einzige Bauphase in Form eines Holz-Erde-Lagers ermittelt werden. Dieses Kastell besaß einen rechteckigen Grundriss von 133 m mal 180 m, was rund 2,4 Hektar entspricht. Mit seinen Seiten war es in die vier Himmelsrichtungen ausgerichtet. Als Umwehrung diente ein neun Meter breiter Holz-Erde-Wall, vor dem als Annäherungshindernisse zwei Gräben verliefen. Der innere Graben war 7,50 m breit und 2,60 m tief, die Breite des äußeren Grabens betrug 4,50 m bei einer Tiefe von 1,80 m. An drei Seiten schmiegte sich die Umwehrung unmittelbar an die Kante des Plateaus an.
Über die Belegung des Kastells, das vermutlich eine hadrianische Gründung ist, ist wenig bekannt. Es dominieren Ziegelstempel der Legio XIII Gemina, die möglicherweise eine Vexillatio nach Sighișoara abkommandiert hatte. Ob als Bautrupp oder als Stammeinheit muss dahingestellt bleiben. Darüber hinaus finden sich einzelne Stempel  verschiedener Kohorten, möglicherweise einer Cohors I Aelia Gallorum, einer Cohors I Hispanorum und einer Cohors II Hispanorum, deren Vereinzelung und Lesung jedoch mehr Fragen offen lassen, als sie beantworten.

## Fundverbleib und Denkmalschutz
Die Aufbewahrung und Präsentation der Funde erfolgt im Muzeul de Istorie din Sighișoara (Historisches Museum Sighișoara).
Die gesamte archäologische Stätte steht nach dem 2001 verabschiedeten Gesetz Nr. 422/2001 als historisches Denkmal unter Schutz und ist in der nationalen Liste der historischen Monumente (Lista Monumentelor Istorice) mit dem LMI-Code MS-I-s-A-15427 eingetragen. Der RAN-Code lautet 114523.02. Zuständig sind das Ministerium für Kultur und nationales Erbe (Ministerul Culturii și Patrimoniului Național), insbesondere das Generaldirektorat für nationales Kulturerbe, die Abteilung für bildende Kunst sowie die Nationale Kommission für historische Denkmäler sowie weitere, dem Ministerium untergeordnete Institutionen. Ungenehmigte Ausgrabungen sowie die Ausfuhr von antiken Gegenständen sind in Rumänien verboten.